# Drink to Me
I Drink to Me sono un gruppo musicale indie rock di Torino, formatosi nel 2002.

## Storia
Originari di Ivrea, i Drink to Me nascono nel 2002 dall'incontro tra Marco Bianchi (voce, chitarra, synth), Carlo Casalegno (basso, voce), Pierre Chindemi (chitarra) e Francesco Serasso (batteria, voce). In seguito Pierre lascerà il gruppo, che diverrà quindi un trio.
La band inizia a registrare qualche canzone e autoproduce la demo 0_Range. Nel 2004 è la volta del primo EP ufficiale, chiamato Drunk-On'S E.P. e pubblicato dalla Stuprobrucio Records. Il successivo The Beauty E.P. cattura l'attenzione del Madcap Collective, che li chiama per aprire la tappa torinese dei Franklin Delano. Dopo aver pubblicato Kralle Brau Session (2005) vengono chiamati dalla label londinese Midfinger Records, che propone alla band di registrare il successivo album in Inghilterra. Nel 2006 registrano a Londra il loro primo album ufficiale dal titolo Don't Panic, Go Organic! che esce nel 2008. L'album fu mixato da Andy Savours (Blonde Redhead, Yeah Yeah Yeahs, The Killers, The Horrors).
Nel 2009 pubblicano uno split album con gli Edible Woman. Nel marzo 2010 esce il loro secondo album dal titolo Brazil, prodotto da Alessio Natalizia. Questo disco suscita la curiosità della critica e li porta a condividere il palco con gli Editors (il 12 aprile 2010) e a girare l'Europa. Nello stesso periodo pubblicano il video di B1. Il loro stile è caratterizzato da un pop elettronico in cui bassi pulsanti e atmosfere eclettiche e colorate offerte dall'utilizzo del synth la fanno da padrone. Sono stati accostati a band come MGMT e Animal Collective, mentre tra gli artisti che ispirano il frontman Marco Bianchi, come lui stesso ha dichiarato, vi sono Arthur Russell e Leonard Cohen. Nel 2011 entrerà in formazione Roberto Grosso Sategna e la band proseguirà nei concerti, con tappe anche in Norvegia.
Il 9 marzo 2012 esce il loro terzo album dal titolo S, prodotto da Unhip Records. Il disco è stato registrato da Massimiliano Moccia, mixato da Andrea Suriani agli Alpha Dept Studios di Bologna, e masterizzato da Carl Saff a Chicago. L'album viene accompagnato dal video di Future days, diretto da Luca Lumaca. In giugno si esibiscono al Traffic Festival di Torino condividendo il palco con gli Orbital. Nello stesso mese, quattro canzoni dei Drink To Me saranno remixate da diversi artisti, tra cui i Casa del mirto, e pubblicati nella compilation rmxS (Unhip). Nell'ottobre 2012 pubblicano il video di The elevator, mentre nel gennaio 2013 quello di Picture of the Sun. Nel dicembre 2012, l'album S si classifica al secondo posto nella classifica degli album italiani più belli dell'anno secondo il webzine specializzato rockit.it.

## Cosmo solista
Nel dicembre 2012, Marco Bianchi, con lo pseudonimo Cosmo, rende disponibili gratuitamente sul web tre sue cover di altrettante canzoni italiane.
Il 4 giugno 2013 Cosmo pubblica il suo disco solista dal titolo Disordine (42Records), da cui vengono estratti i singoli Ho visto un Dio e Il digiuno.

## Discografia

### Album
- 2008 - Don't Panic, Go Organic! (CD, Midfinger Records)
- 2010 - Brazil (CD, Unhip Records)
- 2012 - S (CD, Unhip Records / Vinile, Anemic Dracula)
- 2014 - Bright White Light (CD, 42 Records)

### EP
- 2004 - The Beauty EP (CDr, Stuprobrucio Records)
- 2005 - Kralle Brau Sessions (CDr, Stuprobrucio Records)
- 2007 - Organic EP (Web EP, Midfinger Records)

### Split
- 2009 - The End Of History (America) / The Beat Goes On con i Edible Woman (7", Smartz Records)

## Formazione

### Formazione attuale
- Marco Jacopo Bianchi - voce, synth, sampler (2002-presente)
- Francesco Serasso - batteria, basso, Tenori-on (2002-presente)
- Roberto Grosso Sategna - percussion sampler, sampler, basso, cori (2011-presente)
- Pierre Chindemi - synth modulare, sampler (2002-2007; 2014-presente)

### Ex componenti
- Carlo Casalegno - basso, Microkorg, chitarra, cori (2002-2014)